# Orlando Jogador
Orlando da Conceição (Rio de Janeiro, 14 de fevereiro de 1959 – Rio de Janeiro, 13 de julho de 1994), mais conhecido como Orlando Jogador, foi um dos líderes da facção criminosa brasileira Comando Vermelho (CV), que atuava principalmente no estado do Rio de Janeiro.

## Biografia
Na infância e juventude chegou a ser de fato um jogador da equipe do Olaria Atlético Clube, vindo daí seu apelido. Gostava muito de futebol e costumava patrocinar times pequenos, tendo inclusive criado o Ramos Esporte Clube, que disputaria o Departamento Autônomo, em 1994, mas a agremiação encerrou logo suas atividades por conta da morte do traficante.
Era braço direito do traficante China, ex-líder do tráfico em favelas do Rio de Janeiro, mas Orlando Jogador deu-lhe o golpe, tomando o controle do tráfico que China administrava.
Ficou conhecido por ser um dos braços direitos de Rogério Lemgruber, o fundador do Comando Vermelho (CV). Orlando Jogador foi responsável por diversas invasões a morros que não pertenciam ao CV com o objetivo de tomar os pontos de venda de drogas e entorpecentes de traficantes rivais.
Acabou assassinado em 1994 por um rival, o líder criminoso chamado Uê, que mais tarde seria o maior opositor ao CV. Uê teria vingado o tiro que Orlando jogador deu no seu irmão que o deixou paraplégico. Numa emboscada tramada por Uê, então líder do Morro do Adeus, que pertencia ao Terceiro Comando (TC), os homens de Uê procuraram Orlando Jogador e disseram que seu chefe tinha sido sequestrado por policiais do Batalhão de Operações Policiais Especiais (BOPE), os quais exigiam um resgate de 60 mil dólares. Na época, como Orlando tinha muitas fontes de amigos do crime, rapidamente arrecadou o dinheiro e se encontrou com os homens de Uê. Estes estavam com o dobro de homens de Orlando, todos fortemente armados. Quando ele entregou o dinheiro, os homens de Uê atiraram e mataram Orlando e seus comparsas.
O corpo de Orlando e de seu irmão foram deixados em um bairro da zona norte do Rio de Janeiro conhecido como Maria da Graça. A partir desse episódio, desencadeou-se uma guerra pela retomada do controle do poder nas favelas reunidas e conhecidas como Complexo do Alemão.
Com a morte do Orlando Jogador, o Comando Vermelho se dividiu temporariamente, pois os antigos chefes não condenaram Uê, (exemplo do traficante Escadinha, padrinho de Uê), mas a nova juventude do tráfico da época não apoiaram a decisão e queriam vingança. Então surgiu  o Comando Vermelho Jovem, que tinha uma ideologia mais agressiva e liberal. Alguns dos traficantes que deram base ao C.V.J foram Fernandinho Beira-Mar e Marcinho VP. Com essa imparcialidade gerada, o traficante Uê saiu do comando e dentro do presídio criou a organização criminosa Amigos dos Amigos (ADA) junto a outros líderes que não pertenciam à facção ou que foram expulsos do Comando Vermelho. Depois o C.V.J passou a ser nomeado Comando Vermelho ou C.V.R.L, mas a política continuou delineada pela juventude do tráfico.
A morte de Orlando teria sido respondida por uma ação liderada por Fernandinho Beira-Mar quando, ao lado de Marcinho VP, liderou uma rebelião no Presídio de Bangu que acabou com o assassinato de Uê e de seus aliados na prisão.

## Morte
Orlando foi morto na favela da Grota na Rua Joaquim de Queiroz, no Largo do Bulufa, na hora do jantar de seu bando, por volta das 21 h. A reação do Comando Vermelho foi imediata e a troca de tiros entrou pela madrugada, porém os homens de Uê dominaram a Grota, Alvorada, Nova Brasília, Fazendinha e o Morro do Alemão por cerca de trinta dias. No mês seguinte a reação foi violenta: O Comando Vermelho iniciou uma ofensiva contra o bando de Uê contando com quase a totalidade de seus integrantes, iniciando uma violenta guerra de 5 anos.